# Rockingham Castle
Rockingham Castle är ett slott i Storbritannien.   Det ligger i grevskapet Northamptonshire och riksdelen England, i den sydöstra delen av landet, 120 km norr om huvudstaden London. Rockingham Castle ligger 111 meter över havet.
Terrängen runt Rockingham Castle är platt. Runt Rockingham Castle är det tätbefolkat, med 266 invånare per kvadratkilometer. Närmaste större samhälle är Corby, 3,0 km sydost om Rockingham Castle. Trakten runt Rockingham Castle består till största delen av jordbruksmark.